# Rudbeckia subtomentosa
Rudbeckia subtomentosa là một loài thực vật có hoa trong họ Cúc. Loài này được Pursh miêu tả khoa học đầu tiên.